# Calamotropha cleopatra
Calamotropha cleopatra là một loài bướm đêm trong họ Crambidae.